# Chen Tanqiu
Chen Tanqiu (xinès simplificat: 陳潭秋, pinyin: Chén Tánqiū; Huanggang, Hubei, 1896 - Xinjiang, 27 de setembre del 1943) fou un polític xinés, fundador i primer líder del Partit Comunista de la Xina.
Nascut el gener de 1896 en una família erudita, des de menut, va ser diligent a l'hora d'estudiar. El 1912, va deixar Huanggang per estudiar a l'escola mitjana núm. 1 de Hubei a Wuchang. El 1916, va ingressar al Departament d'Anglés de l'Escola Normal Superior Nacional de Wuchang. Mentre estava a l'escola, va participar en el Moviment del 4 de maig a Wuchang el 1919. A la tardor de 1919, després de graduar-se, es va convertir en reporter de l'Agència de Notícies Populars de Hubei i també va treballar com a professor d'anglés en una escola secundària privada de Wuhan presidida per Dong Biwu. A la tardor de 1920, Chen Tanqiu, Dong Biwu i altres van iniciar l'establiment de la primera organització del Partit Comunista de la Xina a Wuhan. El mateix any, va participar en l'organització de la Lliga de la Joventut Socialista, va establir clubs de lectura a les universitats i escoles secundàries de Wuhan i va organitzar professors i estudiants per a llegir llibres com Nova Joventut i el Manifest Comunista.
El juliol de 1921, Chen Tanqiu i Dong Biwu van assistir al Primer Congrés Nacional del Partit Comunista de la Xina celebrat a Xangai, on assistiren com a representants de Wuhan. El setembre de 1921, va exercir com a cap de la branca de Wuhan de la Secretaria de l'Organització del Treball de la Xina, i més tard va ser membre del Comitè Local de Wuhan del Partit Comunista de la Xina, president del Comitè Executiu del Districte de Wuhan i membre de l'organització. El 1923, va participar en l'inici i lideratge de la vaga dels treballadors del ferrocarril Beijing-Hanzhou, i més tard va anar a Anyuan per dur a terme el moviment obrer i establir l'organització del PCX, i va servir com a membre del Comitè Prefectural d'Anyuan del PCX. Durant el primer període de cooperació entre el Kuomintang i el comunisme, va participar en l'establiment de la seu del Partit Provincial de Hubei del Kuomintang i va exercir com a director d'organització del Comitè Executiu Provincial de Hubei del Kuomintang. Des de llavors, Chen Tanqiu va exercir successivament com a director d'organització i director de propaganda del Comitè de Districte de Hubei del Partit Comunista de la Xina.
Arran de la ruptura del KMT amb els comunistes el 1927, Chen Tanqiu va exercir successivament com a secretari del Comitè Provincial de Jiangxi del Partit Comunista de la Xina, cap del Comitè Provincial Provisional de Shandong, secretari del Comitè Provincial de Manxúria, secretari general del Comitè Provincial de Jiangsu i fou membre suplent del cinquè i sisè Comitè Central del Partit Comunista de la Xina.
A principis de 1933, Chen Tanqiu va marxar a treballar al soviet de Jiangxi–Fujian. El juny del mateix any, va exercir com a secretari del Comitè Provincial de Fujian del Partit Comunista de la Xina. El gener de 1934, al Segon Congrés de la República Soviètica de la Xina celebrat a Ruijin, va ser elegit membre del Comitè Executiu Central i Ministre del Departament d'Alimentació del Govern Central. Durant el seu mandat com a ministre d'Alimentació, va contribuir a trencar el bloqueig econòmic del Kuomintang a l'àrea soviètica central i a garantir el subministrament d'aliments a l'àrea soviètica central i l'exèrcit roig de l'àrea central. L'octubre de 1934, després de la Llarga Marxa, Chen Tanqiu es va quedar a Jiangxi–Fujian per dur a terme la guerra de guerrilles i va servir com a membre de la branca central del Partit Comunista de la Xina i l'àrea soviètica. L'agost de 1935, va marxar a Moscou, per assistir al Setè Congrés de la Internacional Comunista. Després de la reunió, va entrar a l'Acadèmia Lenin i va participar en el treball de la delegació del Partit Comunista de la Xina a la Internacional Comunista.
El maig de 1939, amb el pseudònim Xu Jie, Chen Tanqiu va tornar a la Xina per servir com a representant del Comitè Central del Partit Comunista a Xinjiang i com a cap de l'Oficina de Xinjiang del Huité Exèrcit de Ruta. Chen Tanqiu, Mao Zemin, Lin Jilu i altres membres del Partit Comunista de la Xina van implementar la política del front unificat nacional antijaponés i van contribuir al desenvolupament de l'economia i la cultura de Xinjiang i a la lluita nacional i antijaponesa.
El 1942, Sheng Shicai va donar suport públicament a Chiang Kai-shek, passant de pro-soviètic i pro-comunista a anti-soviètic i anticomunista. Chen Tanqiu va suggerir al Comitè Central del Partit Comunista de la Xina que els quadres que treballaven a Xinjiang es traslladaren de nou a Yan'an per preservar les forces revolucionàries. Al mateix temps, Chen Tanqiu també va organitzar membres del Partit Comunista a Xinjiang per estudiar la rectificació, exigint-los preparació per a contrarietats com una possible detenció.
El 17 de setembre de 1942, més de 140 membres del Partit Comunista i les seues famílies provinents de Xinjiang, inclosos Mao Zemin, Chen Tanqiu i Lin Jilu, van ser detinguts per Sheng Shicai i posats en arrest domiciliari. Chen fou torturat, però es va mantenir inflexible i es va negar a abandonar el partit, va denunciar els crims de Sheng Shicai i va donar a conèixer la política antijaponesa del front únic nacional del Partit Comunista de la Xina. A mitjan nit del 27 de setembre de 1943, Chen Tanqiu, Mao Zemin, Lin Jilu i altres van ser executats en secret per Sheng Shicai a Dihua (ara Ürümchi). Chen Tanqiu va morir als 47 anys. A causa de l'aïllament en que vivien, Chen Tanqiu encara va ser elegit com a membre del Comitè Central al Setè Congrés Nacional del Partit Comunista de la Xina celebrat el 1945.
A la primavera de 1950, Zhang Sixin, el líder de l'equip de policia sota Sheng Shicai, va ser arrestat a Wuwei i després va ser escortat a Dihua. Després de ser interrogat per Liu Huping, director del Departament d'Afers Socials de la branca de Xinjiang del Partit Comunista, Zhang Sixin va confessar l'execució de Mao Zemin i altres en la nit del 27 de setembre de 1943. Zhang Sixin també va identificar les restes de Mao Zemin, Chen Tanqiu i Lin Jilu al cementiri de Liudaowan. Liu Huping i altres van posar les restes humanes en taüts i les van tornar a enterrar, i es va aixecar un monument de fusta de 2 peus d'alçada davant la tomba de cada persona i es va celebrar una cerimònia commemorativa.
L'agost de 1950, un dels antics presos uigurs de Liu Huping va informar que s'havia vist a una persona que s'assemblava a Li Yingqi (director del departament de gestió de la seguretat pública i subdirector del comitè judicial amb Sheng Shicai) al centre comercial Xidan a Pequín. Liu Huping va telefonar immediatament a l'Oficina de Seguretat Pública de Pequín per ajudar en la investigació. Finalment, Li Yingqi, Fu Baolian i altres van ser arrestats i portats a Ürümchi. A l'hivern de 1950, Li Yingqi, Fu Baoqian, Zhang Sixin i altres responsables de l'execució de Mao Zemin i els altres militants comunistes, van ser executats en un judici públic. El juliol de 1956, els taüts de Mao Zemin, Chen Tanqiu i Lin Jilu van ser traslladats al Cementiri dels Màrtirs Revolucionaris d'Ürümchi per ser re-enterrats.

## Llibre
Entre juny i juliol de 1936, Chen Tanqiu va escriure unes Memòries del Primer Congrés del Partit Comunista de la Xina, publicat en el quart i cinquè número conjunt del setè volum de l'edició russa de la revista Komintern, que és reconegut pels historiadors com un dels documents més antics conservats i publicats sobre una història interna important del PCX.